# Eleuterio (esarca)
Eleuterio (... – Castrum Luceoli, 620) è stato un politico e militare bizantino, esarca d'Italia dal 616 al 619.

## Biografia

### Sedizioni in Italia (615-616)

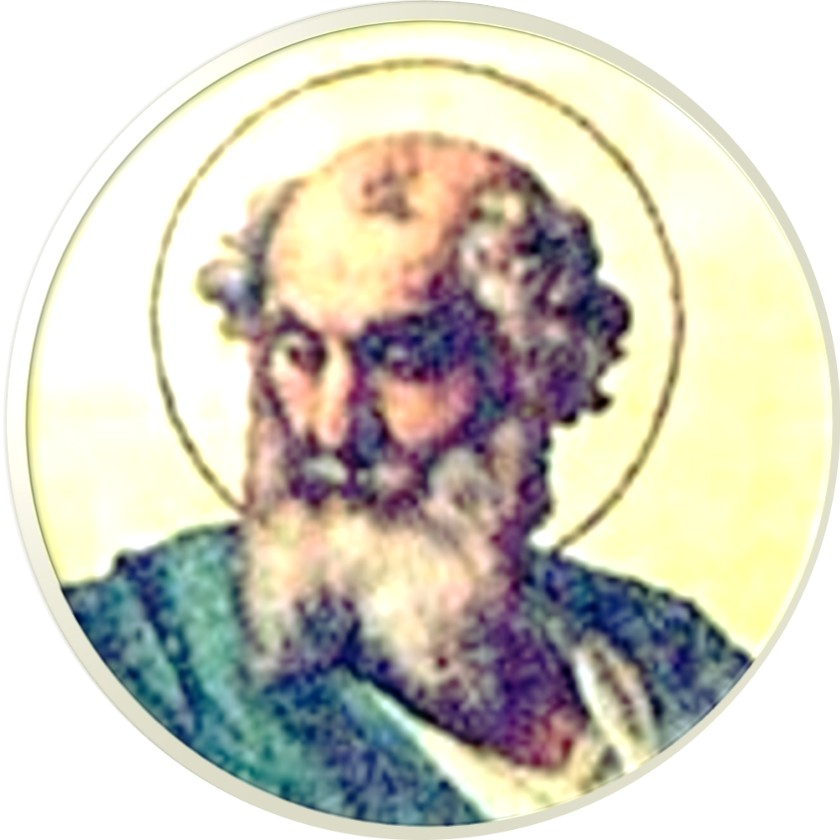
Papa Adeodato: nel 616 accolse con reverenza l'esarca Eleuterio, che aveva deciso di sostare nella Città Eterna.

Nulla si sa della sua vita prima di giungere in Italia, se non che era un eunuco di corte che deteneva la carica influente di cubicularius, ovvero addetto alla camera imperiale. Comunque, doveva godere della stima dell'Imperatore Eraclio I dato che quest'ultimo gli affidò il governo dell'Italia bizantina nominandolo esarca in un periodo di grande instabilità per i territori bizantini d'Italia: Ravenna era in fermento e una rivolta aveva ucciso l'esarca Giovanni I Lemigio con la complicità dei "giudici della Repubblica" (iudices reipublicae), mentre Napoli era stata sottratta al controllo esarcale da un certo Giovanni di Compsa. Queste sedizioni, come sembra suggerire una frase del Liber Pontificalis (si veda sotto), sembrano essere state di natura militare, dovute a un mancato pagamento delle truppe, che quindi si sarebbero rivoltate.
Primo compito di Eleuterio fu appunto quello di reprimere le rivolte a Ravenna e Napoli. Giunto a Ravenna evidentemente con truppe sufficienti allo scopo prefissatosi, Eleuterio represse con durezza la rivolta, punendo severamente tutti coloro che erano stati coinvolti nella rivolta e nell'assassinio dell'esarca, "giudici della Repubblica" compresi, giustiziandoli. Riportato l'ordine a Ravenna, Eleuterio si mosse con il suo esercito in direzione di Napoli, effettuando una sosta a Roma, dove fu accolto con reverenza dal Papa Adeodato I. Dopo la sosta nella Città Eterna, riprese il cammino verso la città partenopea, rivoltatasi all'Impero sotto la guida di Giovanni di Compsa, e, dopo un breve assedio, la espugnò, ponendo fine alla rivolta; il ribelle fu giustiziato, insieme ai suoi seguaci, per ordine di Eleuterio. Ritornato a Ravenna, pagò ai soldati la roga, ovvero il soldo arretrato, e, secondo il biografo di Papa Adeodato, ciò determinò il ritorno della pace in Italia, segno che le rivolte erano dovute a un ritardo nelle paghe.

### Lotta ai Longobardi (617-619)

L'Italia ai tempi della campagna di Eleuterio contro i Longobardi.

Ripristinata la pace interna nell'esarcato, Eleuterio poté quindi concentrarsi nella lotta ai Longobardi, come sembra gli avesse ordinato l'Imperatore Eraclio stesso: secondo la Cronaca del continuatore di Prospero Aquitano, infatti, «Eraclio inviò Eleuterio a proteggere tutta l'Italia, che i Longobardi non avevano ancora occupato». Per rinforzare la posizione bizantina nell'Italia centro-settentrionale e per approfittare del momento di relativa debolezza interna del regno longobardo, retto dal minorenne Adaloaldo sotto la reggenza della madre Teodolinda, tra il 617 e il 619 Eleuterio mosse guerra ai Longobardi. La campagna, tuttavia, fu un insuccesso, come racconta l'anonimo continuatore del Chronicon di Aquitano:
(Auctarii Havniensis extrema, 22)
Fu, probabilmente, in connessione di questa campagna, che i Longobardi si impadronirono di Concordia, nel Veneto; le scarne fonti venete, infatti, riferiscono che questa città finì in mano longobarda proprio durante il Pontificato di Papa Adeodato.

### Tentativo di usurpazione (619-620)

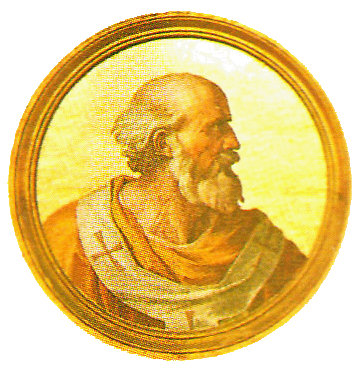
Papa Bonifacio V: Eleuterio aveva l'intenzione di dirigersi a Roma per farsi incoronare da lui "Imperatore d'Occidente".

Poco tempo dopo, Eleuterio, pur non avendo in teoria i requisiti per assumere la porpora imperiale (essendo un eunuco), probabilmente approfittando della confusione del momento, decise di rivoltarsi contro Eraclio facendosi proclamare imperatore d'Occidente: secondo lo studioso Bertolini, l'intento dell'esarca ribelle era quello di «ridare all'Italia un impero indipendente, pari di rango all'impero in Oriente», anche se non si può escludere, come sostiene T.S. Brown, che «le sue ambizioni contemplassero soltanto l'instaurazione, nell'Italia bizantina, di un governo autonomo». Come sembra suggerire un passo della Cronaca del continuatore di Prospero, non è da escludere che prima di rivoltarsi, Eleuterio abbia comprato la neutralità dai Longobardi, forse già durante le trattative di pace dopo le sconfitte subite contro Sundrarit: quella parte dei Longobardi schierata dalla parte del re Adaloaldo e della reggente Teodolinda avrebbe visto con favore la restaurazione di un Impero romano d'Occidente autonomo da quello d'Oriente, perché «la prospettiva di una restaurazione imperiale, a opera di un esarco sconfitto e oggettivamente debole, avrebbe posto l'organismo politico da lui creato sotto l'influenza politica longobarda». Vi era però una fazione dei Longobardi che vedeva con ostilità i rapporti tutto sommato amichevoli che Teodolinda e Adaloaldo avevano stretto con l'Impero e che sembra abbia osteggiato l'impresa, temendo forse che Eleuterio fosse stato sottovalutato come nemico dalla corte di Teodolinda.
La rivolta, come sembra confermare la biografia di Papa Bonifacio V, iniziò all'incirca nel dicembre 619, poco prima l'ordinazione del nuovo pontefice. Dalle monete fatte coniare dalla zecca di Ravenna da Eleuterio a suo nome durante la rivolta risulta che l'esarca ribelle avesse assunto, usurpando la porpora, il nome imperiale di Ismailius, altrimenti taciuto dalle fonti. Poco tempo dopo, probabilmente agli inizi del 620, Eleuterio/Ismailius, si recò dall'arcivescovo di Ravenna Giovanni IV, con ogni probabilità per farsi incoronare (all'epoca era prassi che un nuovo imperatore fosse incoronato da un ecclesiastico); l'arcivescovo, tuttavia, evitò di prendersi questa responsabilità, forse temendo l'ira di Eraclio nel caso l'usurpazione fosse stata repressa; consigliò, piuttosto, ad Eleuterio di recarsi a Roma per farsi incoronare nell'antica Caput Mundi, o dal papa (secondo Ravegnani) o dal senato romano (secondo Bertolini). Secondo Bertolini la sua idea di farsi incoronare a Roma «rivelava la consapevolezza di ciò che sempre rappresentava Roma, prima sede e culla dell'impero, come perenne custode dell'antica tradizione imperiale. Provava inoltre che a Roma esisteva sempre un senato, e che ad esso si attribuiva ancora la prerogativa di essere il depositario del potere sovrano in concorrenza con gl'imperatori, e la capacità giuridica di convalidare la proclamazione di un nuovo imperatore. Al senato di Roma, infatti, e non al papa, ebbero certo la mente così l'arcivescovo di Ravenna come l'esarco ribelle.»
Eleuterio, reputando valido il consiglio, iniziò i preparativi per il viaggio. Secondo lo studioso Classen, si trattava della «prima marcia di incoronazione a Roma della storia del mondo». Il viaggio verso Roma, iniziato probabilmente nella tarda estate del 620, si concluse però in tragedia: infatti, giunto nei pressi di Castrum Luceolis con i pochi che lo accompagnavano (alcuni studiosi hanno suggerito che vi fossero state delle diserzioni nell'esercito di Eleuterio che lo resero "paucis", cioè piccolo), l'esarca ribelle fu ucciso da soldati fedeli a Eraclio. Secondo la ricostruzione di Bertolini, i soldati ("militibus") che uccisero Eleuterio erano quelli del Castrum Luciolis, che avrebbero sbarrato la strada a Eleuterio e ai pochi che lo accompagnavano ("paucis comitantibus"), e una volta vinto l'esercito di Eleuterio e fatto prigioniero l'esarca, lo uccisero. Tuttavia, secondo la biografia di Papa Bonifacio V contenuta nel Liber Pontificalis, Eleuterio fu ucciso da soldati ravennati ("militibus ravennatis"). Il Liber Pontificalis e Agnello Ravennate riferiscono che, ucciso con la spada, venne decapitato e la sua testa spedita in un sacco a Eraclio a Costantinopoli.